# Demetrius Ferreira
Pour les articles homonymes, voir Ferreira.
Demetrius Ferreira Leite, né le 19 janvier 1974 à São Paulo, est un footballeur brésilien évoluant au poste de latéral droit et reconverti directeur sportif du Oeste Futebol Clube.

## Palmarès

### SC Bastia
- Finaliste de la Coupe de France en 2002

### Olympique de Marseille
- Finaliste de la Coupe UEFA en 2004

- Vainqueur de la Coupe Intertoto en 2005

## Filmographie
- 2004 : Plus belle la vie (saison 1, épisode 23)